# Cornelis Stevens
Cornelis Stevens (Waver, 26 december 1747 - 4 september 1828) was een Naams priester die in opstand kwam tegen het Concordaat van 1801.

## Levensloop
Stevens was een zoon van notaris Jan-Baptist en Catharina Stevens. Hij behaalde in 1774 in Leuven het licentiaat in de godgeleerdheid en werd hetzelfde jaar tot priester gewijd.
In 1782 werd hij rector van het H. Geestcollege en werd enkele jaren later kanunnik van de kathedraal Saint-Aubain in Namen. In 1789 riep kardinaal de Franckenberg hem naar Mechelen en hij werd er zijn vertrouwensman. Toen de Franse Revolutie in 1794 de Zuidelijke Nederlanden inpalmde en de eed van trouw aan het burgerlijk gezag wilde opleggen, vluchtte Stevens, samen met de Franckenberg, naar Duitsland.  
Na 1799, onder Bonaparte naar Namen teruggekeerd, werd hij er vicaris-generaal en, aangezien de bisschopszetel vacant was, werd hij vicaris-capitularis, tot aan de benoeming in 1802 van Claude de Bexon als bisschop.  
Stevens verwierp het Concordaat van 1801, nadat Bonaparte er eenzijdig allerhande 'organieke artikels' had aan toegevoegd die erop neerkwamen dat het burgerlijk gezag de hand legde op de Kerk.  
Dankzij zijn overtuigende pamfletten, sleepte hij heel wat geestelijken mee. Deze priesters, die zich de stevenisten noemden, werden vervolgd door de Franse politie en verschuilden zich ondergronds, gesteund door een talrijke groep aanhangers. Ook Stevens ging in de clandestiniteit en kon zich tien jaar lang verschuilen in Ardense grotten en zich aan de politiemacht onttrekken.

## Stevenisme
Na de val van Napoleon in 1814, verzoende Stevens zich met de bisschop van Namen, Charles-François-Joseph Pisani de la Gaude en bracht zijn laatste levensjaren in zijn geboorteplaats door. Tot woede van zijn aanhangers was hij opnieuw een trouwe dienaar van de Kerk. Hij had evenwel nooit gezocht om met de Kerk te breken.
Zijn vroegere volgelingen stelden een nieuwe leider aan en zetten hun strijd tegen de katholieke kerk verder. Ze trokken sterk van leer tegen het feit dat de bisschoppen zich onderdanig opstelden tegenover het burgerlijk gezag. Ze vormden wat de Petite Église werd genoemd, gelijkaardig aan wat bestond in de Vendée en Bretagne.